# Expedició 41
L'Expedició 41 va ser la 41a estada de llarga durada a l'Estació Espacial Internacional. Va començar el 10 de setembre de 2014 amb el desacoblament de la Soiuz TMA-12M, tornant la tripulació de l'Expedició 40 cap a la Terra.
L'expedició va acabar amb el desacoblament de la Soiuz TMA-13M el 10 de novembre de 2014. La resta de la tripulació de l'Expedició 41 es va unir a l'Expedició 42.

## Tripulació
| Posició            | Primera Part (Setembre de 2014)              | Segona Part (Setembre de 2014 a novembre de 2014) |
| ------------------ | -------------------------------------------- | ------------------------------------------------- |
| Comandant          | Maksim Suràiev, RSA Segon vol espacial       | Maksim Suràiev, RSA Segon vol espacial            |
| Enginyer del vol 1 | Gregory R. Wiseman, NASA Primer vol espacial | Gregory R. Wiseman, NASA Primer vol espacial      |
| Enginyer del vol 2 | Alexander Gerst, ESA Primer vol espacial     | Alexander Gerst, ESA Primer vol espacial          |
| Enginyer del vol 3 |                                              | Aleksandr Samokutiàiev, RSA Segon vol espacial    |
| Enginyer del vol 4 |                                              | Ielena Serova, RSA Primer vol espacial            |
| Enginyer del vol 5 |                                              | Barry E. Wilmore, NASA Segon vol espacial         |

FontESA